# Syria Palaestina
Provincie Sýrie Palestina (latinsky Provincia Syria Palaestina) byla římská provincie, jež po porážce povstání Bar Kochby roku 135 vznikla přeměnou provincie Judea. V důsledku potlačení povstání se Judsko značně vylidnilo a centrem židovského života se stala Galilea. Provincie zanikla na konci 3. století, kdy ji Diocletianus v rámci svých správních reforem rozdělil na provincie Palaestina I (Judsko a Samařsko) a Palaestina II (Galilea).

## Historie
Po porážce povstání Bar Kochby císař Hadrián zakázal Židům jejich náboženství, nechal popravovat židovské učence a odvést mnoho Židů do zajetí. Židovské osídlení v Judsku se ocitlo v troskách, na místě zbořeného Jeruzaléma bylo vybudováno pohanské město Aelia Capitolina, do něhož měli Židé vstup zakázán. Židovské historické nároky na tuto oblast měly být zapomenuty, k čemuž mělo přispět i přeměnění provincie Judea v provincii Syria Palaestina, „Pelištejská Sýrie“, která odkazovala na Pelištejce (Filištíny), dávné nepřátele Židů. Přívlastek v názvu ji odlišoval od původní, samostatné provincie Sýrie.

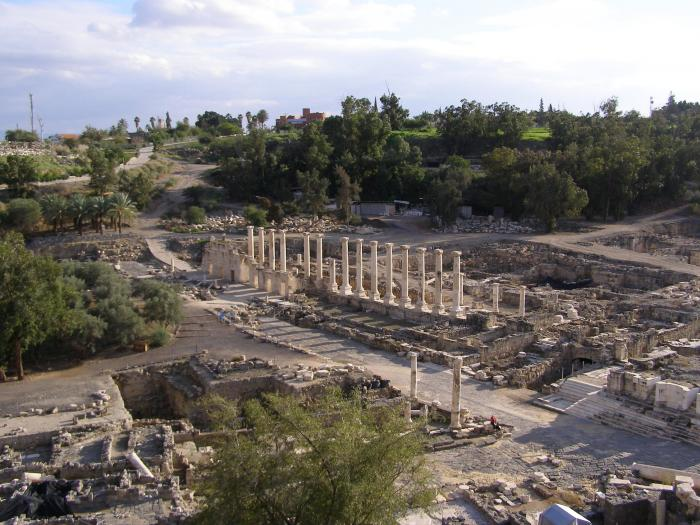
Bejt Še'an

Život palestinských Židů se přesunul z Judska na sever do Galileje. Rabínská rada se přesunula z Javne do městečka Uša. Po několika letech se vztahy s Římany zlepšily, takže císař Antoninus Pius (138-161) Židům opět povolil obřízku. Rabínská rada se pak přemístila do Bejt Še'anu, kde se mohl opět začít rozvíjet židovský náboženský život. Hlavní úkol představovala kodifikace tzv. ústní Tóry. Vznikla tak Mišna, jejíž redakce je kladena přibližně do roku 200 a je připisována Jehudovi ha-Nasimu.
Během 3. století docházelo k decentralizaci římské říše a růstu moci regionálních správců, kteří se snažili obohatit. Rostlo proto daňové zatížení a sociální diferenciace. Ze země proto odcházeli další Židé. Na konci tohoto století se císař Diocletianus snažil říši reformovat, což přineslo rozdělení provincie Syria Palaestina na provincii Palaestina I, jež zahrnovala Judsko a Samařsko, a Palaestina II, jež pokrývala Galileu, v níž žila většina palestinských Židů.